# Châtillon-lès-Sons
Châtillon-lès-Sons är en kommun i departementet Aisne i regionen Hauts-de-France i norra Frankrike. Kommunen ligger  i kantonen Marle som ligger i arrondissementet Laon. År 2022 hade Châtillon-lès-Sons 83 invånare.

## Befolkningsutveckling
Antalet invånare i kommunen Châtillon-lès-Sons
Referens: INSEE